# 's-Heer Abtskerke
's-Heer Abtskerke (51° 28′ N, 3° 53′ L) é uma cidade dos Países Baixos, na província de Zelândia. 's-Heer Abtskerke pertence ao município de Borsele, e está situada a 19 km, a leste de Middelburg.
Em 2001, a cidade de 's-Heer Abtskerke tinha 238 habitantes. A área urbana da cidade é de 0.10 km², e tem 104 residências.
A área de 's-Heer Abtskerke, que também inclui as partes periféricas da cidade, bem como a zona rural circundante, tem uma população estimada em 520 habitantes.